# Sclerophrys
Sclerophrys is een geslacht van kikkers uit de familie padden (Bufonidae). Lange tijd werd de wetenschappelijke naam Amietophrynus gebruikt voor deze groep, maar dit wordt beschouwd als verouderd. Veel soorten werden eerder tot het geslacht Bufo gerekend. Het geslacht Sclerophrys werd voor het eerst wetenschappelijk beschreven door Tschudi in 1838.
Er zijn 45 soorten, inclusief de pas in 2011 beschreven soort Sclerophrys channingi. Alle soorten komen voor in delen van Afrika, en leven in de landen Algerije, Marokko en Tunesië.

## Soorten
Geslacht Amietophrynus
- Soort Sclerophrys arabica
- Soort Sclerophrys asmarae
- Soort Sclerophrys blanfordii
- Soort Sclerophrys brauni
- Soort Sclerophrys buchneri
- Soort Sclerophrys camerunensis
- Soort Sclerophrys capensis – Schorre pad
- Soort Sclerophrys channingi
- Soort Sclerophrys chudeaui
- Soort Sclerophrys cristiglans
- Soort Sclerophrys danielae
- Soort Sclerophrys djohongensis
- Soort Sclerophrys dodsoni
- Soort Sclerophrys fuliginata
- Soort Sclerophrys funerea
- Soort Sclerophrys garmani
- Soort Sclerophrys gracilipes
- Soort Sclerophrys gutturalis – Keelpad
- Soort Sclerophrys kassasii
- Soort Sclerophrys kerinyagae
- Soort Sclerophrys kisoloensis
- Soort Sclerophrys langanoensis
- Soort Sclerophrys latifrons
- Soort Sclerophrys maculata
- Soort Sclerophrys mauritanica
- Soort Sclerophrys pantherina
- Soort Sclerophrys pardalis
- Soort Sclerophrys pentoni
- Soort Sclerophrys perreti
- Soort Sclerophrys poweri
- Soort Sclerophrys pusilla
- Soort Sclerophrys reesi
- Soort Sclerophrys regularis
- Soort Sclerophrys steindachneri
- Soort Sclerophrys superciliaris
- Soort Sclerophrys taiensis
- Soort Sclerophrys tihamica
- Soort Sclerophrys togoensis
- Soort Sclerophrys tuberosa
- Soort Sclerophrys turkanae
- Soort Sclerophrys urunguensis
- Soort Sclerophrys villiersi
- Soort Sclerophrys vittata
- Soort Sclerophrys xeros

Adenomus · 
Altiphrynoides · 
Amazophrynella · 
Anaxyrus · 
Ansonia · 
Atelopus · 
Barbarophryne · 
Blythophryne · 
Bufo · 
Bufoides · 
Bufotes · 
Capensibufo · 
Churamiti · 
Dendrophryniscus · 
Didynamipus · 
Duttaphrynus · 
Epidalea · 
Frostius · 
Ghatophryne · 
Incilius · 
Ingerophrynus · 
Laurentophryne · 
Leptophryne · 
Melanophryniscus · 
Mertensophryne · 
Metaphryniscus · 
Nannophryne · 
Nectophryne · 
Nectophrynoides · 
Nimbaphrynoides · 
Oreophrynella · 
Osornophryne · 
Parapelophryne · 
Pedostibes · 
Pelophryne · 
Peltophryne · 
Phrynoidis · 
Poyntonophrynus · 
Pseudobufo · 
Rentapia · 
Rhaebo · 
Rhinella · 
Sabahphrynus · 
Schismaderma · 
Sclerophrys · 
Strauchbufo · 
Truebella · 
Vandijkophrynus · 
Werneria · 
Wolterstorffina · 
Xanthophryne